# Stazione di Kutchan
La stazione di Kutchan (倶知安駅?, Kutchan-eki) è una stazione ferroviaria situata nella cittadina omonima, in Hokkaidō, Giappone, lungo la linea principale Hakodate della JR Hokkaido.

## Storia
La stazione aprì il 15 ottobre 1904 in concomitanza con l'inaugurazione della sezione Neppu - Kozawa della linea principale Hakodate delle ferrovie dell'Hokkaido. Dal 1919 al 1986 la stazione era anche capolinea della linea Iburi, dismessa in quell'anno.

### Progetti futuri
Sono in corso i lavori che porteranno l'Hokkaidō Shinkansen a passare per questa stazione. Il fabbricato verrà conseguentemente ampliato e rimodernato.

## Origine del nome
Il nome "Kutchan" deriverebbe dall'espressione Ainu Kucha un nai, che significa "palude dove si trova la capanna del cacciatore".

## Strutture e impianti
La stazione è dotata di un marciapiede a isola con due binari passanti in superficie. Per passare alla banchina è presente una passerella sopraelevata. Il fabbricato viaggiatori contiene una biglietteria presenziata, sala d'attesa, servizi igienici e un'agenzia viaggi.

## Movimento
Presso questa stazione fermano treni locali e alcuni espressi limitati, come il Niseko Liner, con una frequenza media di un treno all'ora.

## Servizi
Il piccolo fabbricato viaggiatori è dotato di una sala d'attesa.
- Sala d'attesa
- Biglietteria presenziata
- Servizi igienici

## Interscambi
- Fermata autobus (piazzale esterno)